# Ellinwood (Kansas)
Ellinwood – miasto położone w hrabstwie Barton.